# Subhas Chandra Bose
Netaji Subhas Chandra Bose (bengalí, সুভাষ চন্দ্র বসু) (Cuttack, Raj Britànic, 23 de gener de 1897 - Taipei, Imperi japonès, 18 d'agost de 1945) va ser un polític indi, president del Congrés Nacional Indi entre 1938 i 1939. Fou obligat a dimitir per col·lidir ideològicament i tàcticament amb Mohandas Gandhi, ja que considerava que la no-violència no era suficient per aconseguir la independència de l'Índia. Encara que existeixen seriosos dubtes sobre la seva data de mort, oficialment, Bose va morir el 18 d'agost de 1945 a Taihoku, Taiwan, en un accident aeri quan viatjava a Tòquio.
L'esclat de la Segona Guerra Mundial el va veure com una ocasió per assolir la independència, cosa que provocà el seu empresonament per les autoritats britàniques. El 19 de gener de 1941 va fer un viatge a Peshawar i amb l'ajut de l'Abwehr va fugir a Berlín (Alemanya). Va ser cofundador i Netaji (líder) de l'Exèrcit Nacional Indi; i Cap d'Estat del Govern Provisional de l'Índia Lliure establert a les Illes Andaman i Nicobar quan estaven sota ocupació japonesa el 1942. Aquesta atribució de Netaji el van començar a utilitzar els soldats indis a Alemanya i pels oficials alemanys i indis de l'Oficina Especial per a l'Índia a Berlín, quan estaven sota ocupació japonesa el 1942.
Fins fa poc l'explicació oficial a la desaparició física de Chandra Bose havia estat la seva mort en un accident aeri sobre Taiwan, però el seu cos no fou mai recuperat. Fins i tot alguns afirmaven que havia mort captiu a Sibèria.
El 1999, seguint una ordre judicial, el Govern de l'Índia va crear a la Comissió Mukherjee, l'objectiu de la qual seria aclarir la mort del polític hindú. Després de sis anys d'investigacions, incloent viatges al Japó, Taiwan i Rússia, la Comissió Mukherjee va determinar el 2005 que l'accident aeri mai va tenir lloc i que fou una farsa per a facilitar la fugida de Chandra Bose a Rússia, no obstant això, la Comissió Mukherjee no va poder determinar si Chandra Bose efectivament va arribar a aquest últim país. Tanmateix, el Govern de l'Índia va rebutjar l'informe de la Comissió.

## Ideologia
Subhas Chandra Bose comença a interessar-se per la política després de viatjar per Europa, on es convenç de què la independència de l'Índia és necessària. Amb 20 anys, entra a formar part del Congrés Nacional Indi, la principal organització per la independència, i que el dia d'avui encara és el partit governant a l'Índia. El 1924 serà escollit alcalde de Calcuta, i el 1938 i 1939 per president del CNI.
Bose va defensar dins del CNI, la postura que la independència de l'Índia només podia aconseguir-se mitjançant una resistència violenta, a més de formar part del sector més progressista dins del Congrés. Va ser un dels pocs líders reconeguts que s'enfronta a Mahatma Gandhi i la seva política de no-violència, tot i que l'admirava per la seva capacitat de lideratge. Aquesta oposició va arribar al seu punt àlgid el 1939, on els enfrontaments entre les dues postures portaren a Bose a deixar la presidència del CNI. Immediatament després creà un nou partit que en un primer moment seria una fracció del CNI, el Bloc d'Avanç (All India Forward Bloc), amb la intenció de reunir a tots els sectors més esquerrans i antiimperialistes del país. Açò porta a la seva expulsió del Congrés, i a què els britànics l'empresonaren. Quan va sortir del país i acaba a l'exili, va coincidir amb l'inici de la Segona Guerra Mundial, i va voler aprofitar aquest context per buscar aliats entre els països enfrontats amb Gran Bretanya, portant-lo finalment a acabar aliat amb les potències de l'Eix.
Aquest últim fet és especialment controvertit, ja que aquesta aliança amb les potències feixistes no ha sigut ben vista, sobretot des d'un punt de vista occidental. Per a poder entendre enterament açò, s'ha de mirar des del context internacional d'aquella època. Les democràcies occidentals portaven anys en crisi econòmica, i en general semblava que les ideologies més radicals i autoritàries eren les triomfants. Això va definir la idea que Bose tenia de com havia de ser organitzada l'Índia després de la independència, que uneix fins a cert punt característiques del socialisme i del feixisme; que anomenaria Samyavada. En aquest concepte englobava dues síntesis, la d'Orient i Occident, i la del marxisme i feixisme, d'on agafaria de la primera el socialisme i de la segona el nacionalisme i utilitzaria els punts en comú, que segons ell, hi tenien ambdues ideologies, com situar l'Estat per davant de l'individualitat, la denúncia del parlamentarisme, l'existència d'un Partit únic al govern, la supressió de qualsevol minoria dissident i la reorganització industrial del país.
Ell tenia una visió d'una Índia lliure que estigués unida, deixant de costat diferències ètniques o religioses, industrialitzada, socialista, amb igualtat d'oportunitats per tothom i que ocupés el lloc que li corresponia en l'àmbit internacional; per a arribar a aquest punt defensava que en un principi estigués regida per un Líder i un Partit  disciplinat i poderós, que veia com la millor eina per construir un Estat fort i modern, i mantenir una Índia unida. Creia que si tothom tenia garantits els seus drets bàsics, i llibertat en els àmbits cultural i religiós, no hi hauria problemes amb cap minoria. A més, afirmava que una vegada el nou règim s'hagués estabilitzat, el poder seria descentralitzat.
En definitiva, per a Bose l'objectiu d'aconseguir la independència de l'Índia justificava qualsevol mitjà (violent o no), i quan veia l'oportunitat d'aconseguir-la aliant-se amb l'Eix, ho va fer per una qüestió purament pràctica, ja que tenien un enemic comú: l'imperialisme britànic. Els seus simpatitzants posen com a exemple que ell no simpatitzava amb idees nazis o fexistes el fet que estigués a favor de la emancipació de la dona, el secularisme i altres idees progressistes. D'altra banda, alguns retractors diuen que això és una mostra del seu populisme.
El seu pensament pot resumir-se en alguns lemes que va utilitzar durant la seua vida, com "Dona'm sang i et donaré llibertat" o "Unitat, acord, sacrifici".

## Cerca del pensament
En el context del domini britànic del seu país, Bose provenia d'una família comuna de l'època. Amb un pare que donava suport al règim imposat, Bose va rebre educació anglesa. Fins i tot a algunes famílies de l'entorn de Bose es va arribar a popularitzar la dita que "els britànics portaven unió i estabilitat al país, i a més governaven amb el consentiment de tota classe d'indis". De jove es va interessar pel misticisme i va marxar de casa per al que ell deia ser un viatge on trobar la seva espiritualitat i buscar la veritat sobre el que passava al seu entorn. El lloc on va anar primerament, amb un amic, va ser Kolkata, la ciutat principal on es practicava un racisme més latent per part dels màsters britànics. Un fet que exemplifica clarament aquest comportament és que, en alguns bars de la zona, es van arribar a posar cartells amb el següent missatge: "Dogs and Indians are not allowed" (Els gossos i els indis no estan permesos). Bose, indignat, va decidir entrar al comitè més important de la Universitat de Polítiques de Kolkata per combatre el racisme, tot i que va comprendre que si es volia arribar a un canvi polític, s'hauria de fer a gran escala.
Un temps després, va voler entrar en el Servei Civil de l'Índia, un servei d'elit dirigit per membres anglesos del Parlament de Gran Bretanya. Per això va haver de dirigir-se a aquest país, on es va adonar que el racisme cap als indis era molt més fort a l'Índia britànica que en el mateix territori anglès. L'examen d'admissió li va anar excel·lentment, però Bose va passar per una crisi personal i va voler rendir-se perquè no tenia les seves idees molt clares.

## Carrera com a polític
Seguidament, va tornar a l'Índia britànica per començar una nova carrera com a polític. Només amb estar una mica més de temps de nou al seu país va tenir-ne prou per ser conscient del creixent nacionalisme que s'estava tenint lloc. El país estava submergit en un mar de protestes i manifestacions per l'expulsió dels colons britànics, que van arribar a donar-se violentament fins al punt que es va parlar d'una possible connexió dels rebels amb terroristes de Bangkok. En el cas de Bose, es va unir a moltes d'aquestes manifestacions i va ser arrestat per això. Durant deu anys va estar entrant i sortint de la presó, ja que aprofitava qualsevol oportunitat per anar en contra de les activitats britàniques. A més, va fer una vaga de fam i veient que no es rendia, el govern de Calcuta el va alliberar per por que es morís, ja que això suposaria represàlies per part dels seus seguidors. A la presó, la seva salut va empitjorar. Finalment, el van portar a casa molt dèbil per la vaga de fam que ja portava fent feia dues setmanes i a poc a poc es va anar refent.

## Diferents viatges per Europa i l'Índia
El 1933 va decidir agafar un vaixell cap a Àustria, on va ser diagnosticat de tenir una pedra al ronyó, pel que va ser operat i la seva salut va millorar. Durant el temps que va estar en aquest país va conèixer a una dona austríaca anomenada Emily Len Shenkl i es va casar amb ella en secret.
Com no podia tornar a l'Índia per temes burocràtics sobre els seus empresonaments, va continuar amb el seu viatge internacional, on s'anava autoproclamant el nou ambaixador de l'Índia, ja que volia que els europeus donessin suport a la independència de l'Índia contra l'Imperi Britànic.
En aquest mateix any, va anar-se’n a Berlín, fet pel qual es diu que la controvèrsia de Bose va ser tan espectacular. Va voler conèixer als nazis per agafar poder i influències entre ells i que això li ajudés en el seu propòsit independentista. També li interessava bastant la disciplina, en teoria aplicada del nazisme, que consistia en una combinació d'un règim socialista amb trets feixistes; encara que va criticar que els indis fossin considerats racialment inferiors a l'Alemanya Nazi. Desitjava tenir suport polític del líder nazi per la independència de l'Índia i va voler reunir-se amb El Führer, però no va rebre el mateix interès en això per part de l'austríac, ja que aquest últim al·legava que "els indis no eren capaços de governar-se per si mateixos".
Després d'aquest fracàs va tornar al seu país i va guanyar reputació, a més era considerat un home molt íntegre i per això va obtenir molta popularitat ràpidament. Aquí és on apareix la figura de Mahatma Gandhi, un polític pacifista contemporani a Bose, amb el qual va tenir estreta relació. Gandhi defensava la no-violència sobre tots els aspectes, mentre que Bose pensava que la violència en contra de l'abús britànic estava legitimada. Igualment i malgrat aquestes diferències, Gandhi va unir-se a Bose en el Moviment Nacionalista Indi, on va ser considerat un dels primers socialistes-nacionalistes, ja que els seus interessos sobrepassaven a les persones, sense oblidar els seus drets humans, per centrar-se en una lliure nació.
Un cop dins d'aquesta associació, Bose va tenir l'oportunitat de conèixer a un gran nombre de líders de diferents congressos i comitès i es va desil·lusionar. A propòsit d'això, va fer un discurs on va al·legar públicament que donava suport a la violència contra els britànics, amb el que va deixar el públic en xoc, especialment a Gandhi, per la qual cosa Bose va ser forçat a abandonar el grup.
Indignat per aquest recent esdeveniment, Bose va crear un altre moviment, anomenat All Índia Forward Bloc, el 1939, encara que molts indis no s'ho van prendre massa bé.
L'agost de 1940 Gran Bretanya estava essent atacada per Alemanya i es preveia una imminent i inevitable invasió. Per la tensió que una situació d'aquest calibre comporta, el primer oficial W. Churchill, encarregat de governar a l'Índia britànica, va imposar mà dura al tractament amb els indis més nacionalistes, i es va manifestar a una escala molt més gran el racisme. D'aquesta manera, va ficar a la presó a molts integrants del moviment de Bose, fins i tot a aquest mateix; encara que ell se les va arreglar per a escapar.
El seu següent destí va ser l'Afganistan. Els britànics el consideraven una amenaça i anaven darrere d'ell per a assassinar-lo, així que la seva vida corria perill a l'Índia. Després d'un breu pas per aquí, se'n va anar a Moscou, on va voler establir relacions amb els polítics soviètics i va demanar reunir-se amb el líder Joseph Stalin. En haver-se escoltat l'un a l'altre, Stalin no va creure totalment a Bose, ja que va pensar que hi havia una possibilitat que fos un espia britànic enviat per aquests per vigilar els moviments de la Unió Soviètica, així que li va donar l'esquena a les seves demandes.
Veient aquest fracàs, va decidir anar-se’n a Berlín el 2 d'abril de 1941. En aquest moment, el III Reich era el més destacat d'Europa, i el que tenia més influències. Bose volia aprofitar aquest moment per tornar a fer-los insistència als nazis que el seu suport a la independència de l'Índia també podria venir-los bé a ells i podrien treure-li el seu propi profit, perquè hi havia molts conflictes imperialistes entre potències feixistes. Per aquest motiu Bose va demanar suport d'Alemanya i Itàlia, diners i força militar, però es va trobar amb uns líders molt ocupats en assumptes externs, i atendre'l a ell es va convertir en un assumpte de poca importància.

## Comença a rebre suports
Al juny de 1941 els alemanys van atacar la Unió Soviètica. Hitler pensava que si derrotava l'URSS podria expandir els seus dominis fins a l'Índia, i és per això que va recordar-se’n de Bose i va voler donar-li a entendre que estava interessat en ell, però en realitat no es fiava i no estava disposat a tenir relació directa en el suport cap a ell. Li van donar ajuda econòmica i estatus diplomàtic. També van posar al seu càrrec una organització anomenada Free Índia Centre, que va ser una espècie de govern provisional fora de la llei d'una Índia lliure del domini anglès. Bose també va voler suplementar als militars de l'Índia britànica amb uns impostos per ell. I, a més, se li va demanar que fes una mena de propaganda del règim alemany. Tot i que, malgrat tot, Bose sabia que estava interactuant amb una figura genocida i controvertida, tenia un objectiu autoimposat, i li feia arribar a extrems inimaginables per a aconseguir-ho, fins i tot haver de donar-li la mà al diable.
En aquest moment s'estaven duent a terme bastants batalles al nord d'Àfrica on s'enfrontava l'Eix contra les restes de l'exèrcit francès i els britànics entre les colònies alemanyes i les britàniques. En elles hi havia milers de soldats de l'Índia britànica lluitant juntament amb tropes britàniques contra els nazis. El 1941 els alemanys van agafar avantatge i van prendre presoners als soldats britànics, entre ells aproximadament 10.000 eren indis. Bose, a l'adonar-se'n, va posar focus en la ciutat nazi on anaven arribant els presoners indis per als camps de treball. Va parlar amb ells i va voler convèncer-los que la seva terra havia d'alliberar-se de l'opressió britànica, i explicant-ho detingudament els indis ho van acceptar. Seguidament, va fer que s'ajuntessin amb altres hinduistes, musulmans i cristians, declarant que havien de treballar tots com a germans per dur l'Índia cap a un futur millor. D'aquesta manera, Bose va formar el seu exèrcit indi i la seva legió militar que tant anhelava.
Seguit de l'impuls optimista que això va suposar, va arribar a la conclusió que necessitava aconseguir més aliats, i el seu punt de mira va ser l'Imperi Japonès. Després del desastre de Pearl Harbor, Japó va acabar la guerra en el bàndol alemany. Un temps després, els japonesos van anar a conquerir la ciutat britànica de Singapur, que va haver-se de rendir; entre els presoners es trobaven 9.000 indis aproximadament.
Bose després de tot va tornar a Berlín per visitar l'ambaixada japonesa i oferir-los els seus serveis; després d'això va voler anar al Japó el més aviat possible. Però abans de tot, volia que Hitler en persona li donés finalment el plàcet, és a dir, el seu vistiplau, i donés suport públicament a la independència de l'Índia. Després de la reunió es van donar la mà davant de les càmeres, encara que el míting no havia anat tan bé com s'esperava, ja que Hitler encara no se sentia preparat per aliar-se amb Bose.
Va ser durant aquests moments quan es van relacionar molt les dites de: "Llarga vida a l'Índia!" Juntament amb el de "Llarga vida a les potències de l'Eix!".
Bose seguia amb el discurs que si tingués una Índia lliure, podria implantar el seu govern i les seves idees, basades en la forma de tractar amb la policia i el sector públic (institucions, etc.) que tenien en aquell moment a Alemanya. Per això, va contactar amb el líder de la Schutzstaffel, anomenat Himmler, que tenia força interès en aprendre sobre el domini polític i econòmic britànic a l'Índia. Finalment es van reunir en un ambient en el qual els dos es van sentir molt còmodes.
El 1938 Himmler va fer una expedició al Japó, i va ser tan popular que fins i tot es va mostrar als cinemes. Aquí mateix, aquest va prometre a Bose la protecció de la seva legió, i conseqüentment l'endemà Bose va tornar a Berlín.

## Retorn a l'Índia
Quant a la seva vida familiar, eren dies força complicats per a la dona de Bose, ja que estava embarassada, però ell posava l'amor per l'Índia primer, que va ser on va tornar durant un breu període. Després del naixement del nadó, Bose va decidir escapar-se de l'Índia una altra vegada, en un vaixell alemany a través d'aigües escoceses; però hi va haver una enorme tempesta que va deixar temperatures de fins a -10 °C i això va provocar una parcial congelació del seu vaixell i el malestar entre ells va florir, i a tot això se li afegia el fet que ningú sabia on havia anat ni per què. En aquest moment navegaven per aigües internacionals, i havien de transferir-lo a un submarí japonès d'incògnit. Bose estava aterrit, es negava a entrar en el submarí, ja que tot aquest mal tràngol va fer que es quedés en xoc per uns instants, però el van empènyer a anar, ja que era pel seu bé. Els japonesos se'l van endur al sud-est d'Àsia i des d'aquí va volar fins a Tòquio. Un cop a la capital japonesa, va parlar amb els membres del govern i van sentir molta empatia amb ell, i ell també se sentia molt més còmode comparat amb els alemanys.
Després d'això va anar a Singapur on es van donar la benvinguda juntament amb altres herois del país i amb un munt de voluntaris indis treballant allí sota el comandament japonès. Ja estaven a punt per batallar contra els anglesos. En aquest moment, Bose havia guanyat encara més popularitat i la va aprofitar per donar un discurs cap als indis dient que junts i amb l'ajuda dels japonesos, podien atacar als britànics per a aconseguir la seva independència. Aquest discurs va ser tan emotiu, que fins i tot va tenir lloc un moviment de dones que s'entrenaven en armament per lluitar, moltes d'elles eren adolescents rebels.
A principis de 1944 l'Armada Nacional Índia de Bose es va unir a l'exèrcit japonès, on fins i tot aquest últim va rebre ordres directes de Bose. Al març d'aquest mateix any van anar a l'ofensiva contra els britànics, contra els que s'esperaven obtenir una victòria fàcil, però en aquest cas els britànics van jugar amb avantatge en homes i armes, de manera que els japonesos van obtenir una de les seves pitjors derrotes de guerra i la ANI va ser bastant massacrada.
Aquesta derrota va ser provocada en part per la filtració d'un agent-doble anomenat Silver, que va donar informació de l'avanç que anaven fent els japonesos cap a l'ofensiva britànica. Va arribar fins a tal punt que fins i tot va obtenir informació del mateix Bose, que no va sospitar res. La derrota va acabar amb els soldats indis rendint-se a les forces del poder anglès. I immediatament, Bose va saber que aquest fet tindria un efecte negatiu en la propaganda independentista índia. Després d'aquesta batalla, els britànics van portar a judici a tres generals oficials de la ANI; es va celebrar al nord de Delhi. Aquest judici va causar molt moviment als carrers.
L'agost de 1945, tot i que els japonesos s'haguessin rendit als aliats i els militars jutjats haguessin estat condemnats de deshonor a l'Imperi Britànic, Bose seguia essent optimista sobre el futur en la independència de l'Índia.
Va voler visitar Manxúria i posar-se en contacte amb les forces soviètiques altra vegada, però l'avió on viatjava portava massa pes i van tenir problemes. Segons uns testimonis, l'avió es va estavellar i Bose va morir per cremades severes. Va ser incinerat i les seves restes van ser portades a un temple budista del Japó, on encara romanen avui dia.
Després de rebre la notícia, el país es va quedar en xoc. Es va plorar la seva pèrdua en molts llocs del món i se li va comunicar a la seva esposa la seva mort, amb el que va quedar devastada, però va seguir endavant per cuidar la seva filla, va ser forta i va seguir endavant.
De totes maneres, no tothom va pensar que Bose havia mort en aquest accident d'avió, ja que el 2006 La Comissió de Justícia Índia va filtrar els resultats de les seves investigacions i es va concloure que les cendres no eren de Bose.
Una teoria assegura que el primer ministre indi sabia que Bose no havia mort en l'accident d'avió, però no volia desclassificar els seus arxius. Una altra teoria assegura que Bose va arribar a la URSS i que va ser portat al Gulag immediatament. Altres pensen que simplement va ser portat a la presó i es va quedar allà sense poder tornar, fins que va morir. També hi ha una altra teoria conspiratòria que diu que va amagar la seva identitat sota una altra d'un bon home comú.
En conclusió, aquesta desinformació sobre la seva mort i desaparició segueix essent tema de debat actualment a l'Índia. Es presenta la pregunta de "Per què si va sobreviure a l'accident no va tornar a l'Índia per veure com aconseguia la seva independència poc temps després?"
Malgrat tota aquesta incertesa, l'Índia segueix admirant el valor de Bose, i se’l recorda com un heroi que va morir per salvar el seu país.

## Mort
Subhas Chandra Bose va morir degut a cremades de fins al tercer grau el 17 d'agost del 1945 quan el seu avió, que sobrevolava l'illa Formosa (Taiwan), va estavellar-se. No obstant, molts seguidors de Bose, sobretot els de Bengala, es neguen a pensar que això sigui veritat. Les teories de conspiracions contra Bose van sorgir al cap de poques hores de la seva mort.
Cap a les 14.30 hores a Taihoku el bombarder amb el que viatjava Bose es desviava de la seva ruta. Es dirigien cap a Manxúria per a negociar amb l'exèrcit soviètic. No obstant van sentir un fort soroll, s'havia desprès el motor de babor, o una part d'ell, i l'hèlix. El pilot, el copilot, el tienent general Tsunamasa Shidei i el vice-cap de l'Estat Major de l'exèrcit de Kwantung japonès van morir a l'instant.
Quan el personal de terra va anar cap al lloc on es produí l'accident van veure ues persones,  una persona de les quals encesa en flames, qui va resultar ser Bose, el qual al estavellar-se l'avió va quedar impregnat de gasolina. L'assistent de Bose, Habibur Rahman, ajudat dels que havien acudit al lloc, va sufocar les flames però ja tenia cremades molt greus a la cara i al cap. Joyce Chapman Lebra assegurà que els passatgers van ser portats ràpidament a un l'hospital militar Nanmon, al sud de Taihoku, amb un camió que serví d'ambulància.
A les 15:00 hores el doctor Taneyoshi Yoshimi es va encarregar de l'operació. Bose va ser operat amb una bata blanca i sent conscient a estones. Les cremades de tercer grau eren evidents i el doctor no estava segur si el pacient sobreviuria.
Malgrat els seus esforços i el tractament el pacient va entrar en coma. Finalment, Subhas Chandra Bose morí entre les 21 i les 22 hores, el 18 d'agost de 1945 als 48 anys.
El cos de Bose va ser cremat a Taihoku dos dies més tard i la mort s'anuncià el 23 d'agost. Ja el 7 de setembre se li van entregar les cendres fúnebres a Rama Murti, el president de la Lliga de Tòquio per la Independència, per un oficial japonès. Set dies després se li va fer un memorial a Tòquio i dies més tard les seues cendres van passar a formar part del Temple Renjoki budista de Nichiren, a Tòquio.
Gandhi li dedicà unes paraules en una carta dirigida a Bose, “Subhas Bose ha mort honorablement. Ha sigut un patriota, encara que de la manera equivocada.” Malgrat el seu anhel d'una Índia independent, les seues aliances no van ser ben vistes per molts congressistes. Paral·lelament molts soldats indis de l'armada britànica es van posicionar en contra de la ANI (Armada nacional India), els veien com a traïdors i creien que mereixien un càstig. El Raj britànic, tot i amenaçar l'ANI no va dur a terme cap càstig.
A principis del 2016, el govern d'Índia anuncià que desclassificaria documents relacionats amb Bose, la majoria dels quals parlaven sobre la seva mort i els intents del govern en repatriar les seves suposades cendres. Segons un d'aquests documents, l'abril del 1956, el govern d'Índia va obrir un inquèrit per tal d'esbrinar si els rumors que Subhas Chandra Bose havia sobreviscut eren veritat, per petició del germà de Subhas, Suresh Chandra Bose. En aquest inquèrit, van participar Sarvashri Shah Nawaz Khan i S.N Maitra, que va confirmar la primera versió oficial dels fets. Ja abans es va obrir un altre inquèrit el 1974, en el que, autoritzats pel govern, es van fer investigacions a l'estranger, escrutant informació abans classificada del govern indi i entrevistant uns 244 testimonis. Aquest inquèrit inicial coincidia amb la mateixa conclusió. Una de les seves filles, Anita, manifestà públicament el convenciment absolut de la mort del seu pare en el vol.